# 小野崎孝輔
小野崎 孝輔（おのざき こうすけ、1931年8月28日 - 2017年11月11日）は、日本の作曲家、編曲家。秋田県出身。

## 人物
1954年東京芸術大学楽理科卒業。作曲家、編曲家、指揮者、伴奏者として活動。小椋佳の初期作品やペギー葉山の作品等を手がける。20年にわたりヤマハ世界歌謡祭の音楽監督と指揮を務めたほか、読売日本交響楽団、新日本フィルハーモニー交響楽団、九州交響楽団とのコンサートや、昭和のNHK番組「音楽の花ひらく」「音楽は世界をめぐる」他クラシック音楽を世に広める番組で編曲及び指揮。1992年には福岡市民芸術祭「世界のうた」や、1995年には「ときめく愛のうた」の指揮、編曲を担当するなど、幅広い分野で活動した。Composers & Arrangersサミット プロデューサー。また、吹奏楽の分野では初期のNew Sounds In Brassシリーズの編曲も手掛けている。
父親は秋田に於けるピアノ教師の第一人者の小野崎晋三。弟にピアニスト・山形大学名誉教授の小野崎通男（平成29年春の叙勲受章・瑞宝中綬章）、N響コントラバス奏者の小野崎充がいる。
2017年に死去。86歳没。

## 楽曲提供作品
- 大友裕子
  - 「傷心」（編曲）
- 愛京子
  - 「さよならのキスをしないで」（作曲・編曲）
  - 「どうせ短い命なら」（編曲）
- 泉朱子
  - 「つめたい夜明け」（編曲）
- 小椋佳
  - 「しおさいの詩」「さらば青春」「六月の雨」「白い一日」「オーロラのアダージョ」（編曲）
- 加藤登紀子
  - 「やっぱりなのね」（作曲・編曲）
  - 「帰りたい帰れない」「終ったよ」「とっても長い道」（編曲）
  - 「ANAK (息子)」（星勝との共編曲）
- 佐良直美
  - 「粉雪ふります」（編曲）
- 鈴木一平
  - 「水鏡」（編曲）
- タイガーファイブ
  - 「ドリモグ・ロード」（編曲）
    - ※日本テレビ系テレビアニメ「ドリモグだぁ!!」OP主題歌
- たちはらるい
  - 「北の大地」（編曲）
- 田辺靖雄
  - 「きみにわかるはずがない」（作詞・作曲）
    - ※ホンダ「ドリームCB250」CMソング
- Wけんじ
  - 「ダブ子ちゃん」（編曲）
- 速水けんたろう・茂森あゆみ
  - 「こどもがいっぱいわらってる」（編曲）
    - ※NHK「おかあさんといっしょ」挿入歌
- 水原弘
  - 「愛の渚」（編曲）
- やまがたすみこ
  - 「あの日のことは…」（編曲）

## TV音楽
- 平四郎危機一発
- おらぁグズラだど
- アニメーション紀行 マルコ・ポーロの冒険
- 初蕾
- ピンク・レディー物語 栄光の天使たち
- スーパーダイスQ

## 映画
- ザ・ガードマン 東京用心棒（1965年）
- 空飛ぶゆうれい船（1969年）
- コント55号 人類の大弱点（1969年）
- 初めての旅（1969年）
- 「されどわれらが日々-」より 別れの詩（1971年）
- 初めての愛（1972年）
- 二十歳の原点（1973年）
- 陽のあたる坂道（1975年）
- 風立ちぬ（1976年）

## 校歌・吹奏楽作曲
- 由利本荘市立尾崎小学校校歌
- 横手市立大森小学校校歌
- 横手市立朝倉小学校校歌
- 横手市立横手南中学校校歌
- 男鹿市立男鹿南中学校校歌[1]
- 由利本荘市立東由利中学校校歌
- 秋田市立桜中学校校歌[1]
- 秋田市立泉中学校校歌[1]
- 秋田桂城短期大学校歌[1]
- 秋田民謡による序曲（秋田県吹奏楽連盟委嘱作品・吹奏楽）

## みんなのうた・編曲
- つり橋（歌：加藤登紀子）
- シンドバッドの船（歌：大塚博堂）
- 大きなリンゴの木の下で（歌：ダ・カーポ）
- 北の旅（歌：さとう宗幸）

## 訳詞
- 子供の世界（原曲はディズニーのIt's a small world）
  - 若谷和子の訳詞による「小さな世界」とは歌詞が違うだけでなく、メロディーも各番の終わりの部分が違う。